# Человек из Бокстена

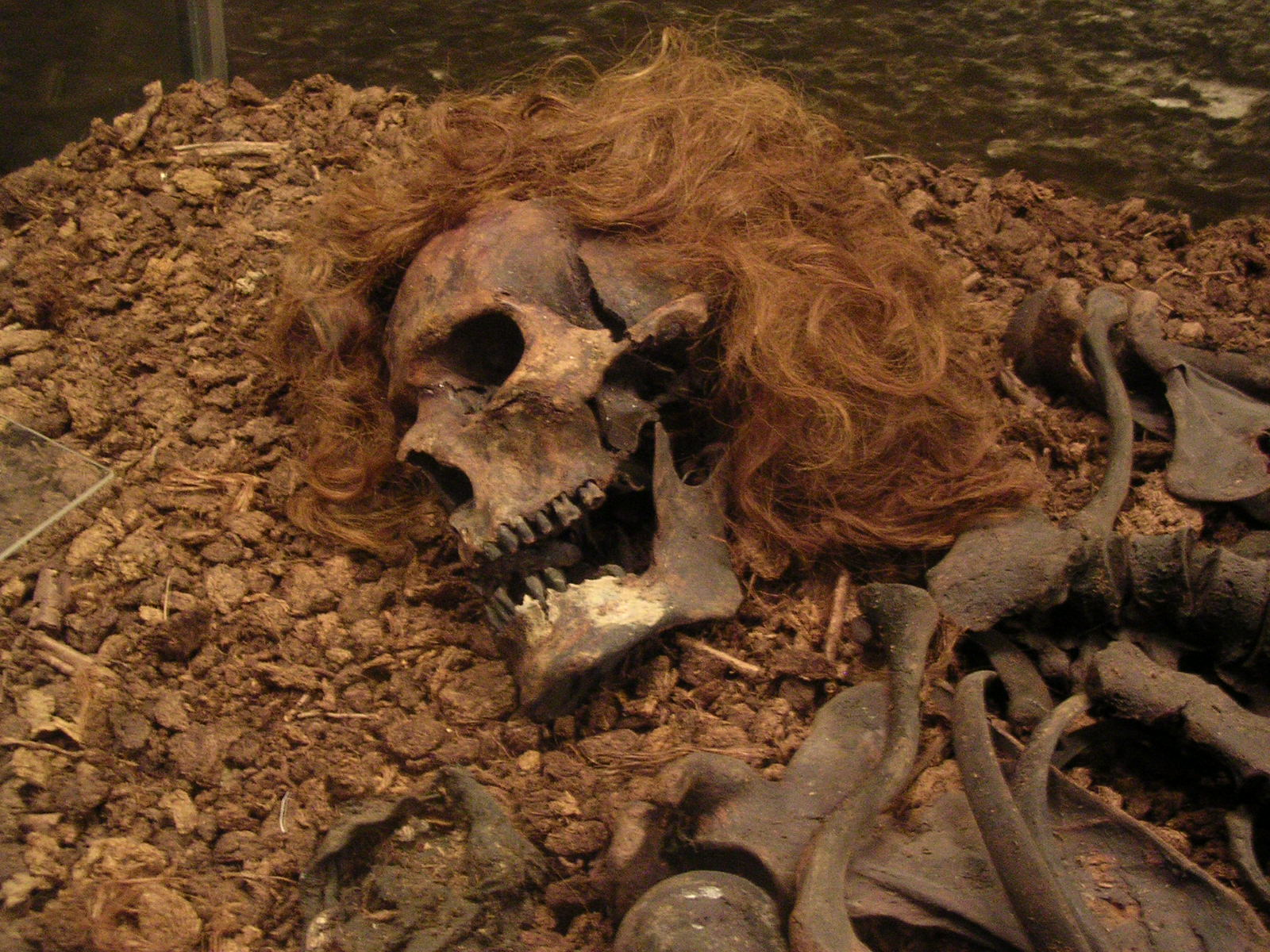
Человек из Бокстена

Человек из Бокстена (швед. Bockstensmannen) — останки тела человека, жившего в Средневековье, найденные в болоте в муниципалитете Варберг (Швеция).
Одна из наиболее сохранившихся находок в Европе этой эры.
Выставлены в окружном музее Варберга.
Мужчина был убит и скинут на дно озера, которое позже превратилось в болото.
Болото, в котором нашли тело, лежит в 24 километрах на востоке от Варберга, на западном побережье Швеции, возле главного средневекового пути в этой местности — Виа Регия.